# 13 Most Beautiful Women
13 Most Beautiful Women (auch bekannt als 13 Most Beautiful Girls) ist ein Underground-Experimentalfilm von Andy Warhol.
Der 40-minütige schwarz-weiß-Stummfilm stellt als Werk der Konzeptkunst eine Kompilation von im Jahr 1964 hergestellten Screen Tests Andy Warhols dar. Thematisch und strukturell ähnlich sind die in den beiden folgenden Jahren hergestellten Filme 13 Most Beautiful Boys und 50 Fantastics and 50 Personalities. Alle diese Filme dokumentieren Warhols Interesse am Gesellschaftsporträt, das auch in seinem malerischen Werk einen Schwerpunkt seines Schaffens bildete; zur gleichen Zeit entstand auch die Porträtserie 13 Most Wanted Men, die Warhol auf der Weltausstellung in New York 1964 zeigte. Besonders in den 1970er Jahren konzentrierte der Künstler sich auf die bildnerische Darstellung mehr oder weniger prominenter Zeitgenossen.